# Estêvão da Ordem de Cristo
Frei Estêvão da Ordem de Cristo (por vezes denominado simplesmente Estêvão de Cristo) (Torres Novas, séc. XVI – Carnide (Lisboa),  1609) foi um religioso português compositor de cantochão  no período do Renascimento.

## Biografia
Frei Estêvão nasceu em data desconhecida em Torres Novas. Tornou-se frade da Ordem de Cristo, baseado precisamente no Convento de Cristo em Tomar. Sobre a atividade musical deste autor, Diogo Barbosa Machado diz que foi "célebre professor na arte de contraponto" e que foi chamado a Madrid por D. Jorge de Almeida para que "ordenasse e acentuasse pela cantoria da Capela do Papa as Paixões que a Igreja canta na Semana Santa o que executou com tanta satisfação daquele prelado que o persuadiu a que as imprimisse".
No seu "Liber Passionum" usou como base o "Passionarium" de Manuel Cardoso, adaptando esta publicação segundo a sua própria sensibilidade. Do conjunto dos seus trabalhos o mais produtivo na atualidade é a "Paixão de Nosso Senhor Jesus Cristo segundo São João" com adaptações várias em língua portuguesa.
As suas publicações foram louvadas pelos seus contemporâneos e algumas deram entrada na Biblioteca Real de Música. Morreu em 1609 no Convento de Nossa Senhora da Luz da Ordem de Cristo atualmente na freguesia de Carnide.

## Publicações
As três obras publicadas por Estêvão de Cristo citadas por Barbosa Machado sobrevivem ainda na atualidade, com exemplares na Biblioteca Nacional de Portugal e Biblioteca do Congresso dos Estados Unidos.
- 1593 – Processionale ex ritu missalis ac breviarij, quae Sacrosancti Concilij Tridentini Decreto sunt edita (Coimbra: Oficina de António de Mariz)[1]
- 1595 – Liber Passionum et eorum quae Dominica in Palmis… (Lisboa: Oficina de Simão Lopes)[1]
- 1623 – Manuale pro communicandis, et ungendis, et sepeliendis Fratribus (Lisboa: Pedro Craesbeeck)[1]